# Île de Turnavik
L'Île de Turnavik est une île située dans la province de Terre-Neuve-et-Labrador au Canada.

## Géographie
L'île de Turnavik s'élève dans la mer du Labrador à une quinzaine de kilomètres des côtes canadiennes.